# Slaven Bilić
Pour les articles homonymes, voir Bilić.
Slaven Bilić, né le 11 septembre 1968 à Split (Yougoslavie, aujourd'hui Croatie), est un footballeur international croate reconverti entraîneur.
Il a notamment évolué en Bundesliga puis en Premier League, durant les années 1990. Avec l'équipe de Croatie il dispute le championnat d'Europe 1996 et la Coupe du monde 1998. Bilić est sélectionneur de l'équipe nationale croate entre 2006 et 2012 avant de s'engager en faveur du club russe du Lokomotiv Moscou où il ne reste qu'une saison.

## Carrière

### En tant que joueur

#### Carrière en club
Slaven Bilić est formé dans le club d'Hajduk Split, il fait ses débuts en équipe première en 1987. Il est transféré au Karlsruher SC en 1993 et devient rapidement capitaine de l'équipe. Il évolue durant trois saisons en Bundesliga. Le KSC, qui est alors dirigé par Winfried Schäfer, compte également dans ses rangs le gardien Oliver Kahn. L'équipe atteint les demi-finales de la Coupe UEFA en 1993-1994.
Bilić débute dans le championnat d'Angleterre sous les couleurs de West Ham United, puis est recruté par Everton à la fin de la saison 1996-1997. Il ne joue que 28 matches en deux saisons avec les « Toffees » en raison d'une blessure à la hanche. En 1999, il est autorisé par Everton à chercher un nouveau club et termine sa carrière en 2000-2001 dans son club formateur, Hajduk Split,.

#### En équipe nationale
Slaven Bilić est sélectionné pour la première fois dans l'équipe de Croatie en juillet 1992, lors d'un match amical. Il participe à la phase de qualification pour le championnat d'Europe 1996. Les Croates se qualifient en terminant en tête de leur groupe devant l'Italie. Bilić est retenu pour l'Euro, la première compétition internationale à laquelle prend part la sélection du nouvel état Croate. L'équipe est défaite en quarts de finale par l'Allemagne, futur vainqueur de l'épreuve. Bilić est de nouveau appelé en sélection par Miroslav Blažević à l'occasion de la Coupe du monde 1998. Il tient sa place malgré une blessure à la hanche, contractée en club, un geste apprécié par les supporters croates. Après avoir battu l'Allemagne sur le score de 3-0 lors des quarts de finale, la Croatie s'incline 2-1 en demi-finale face à la France. Un accrochage entre Slaven Bilić et le défenseur français Laurent Blanc provoque l'expulsion de ce dernier et une polémique dans la presse. Les Croates terminent le tournoi en battant les Pays-Bas lors du match pour la troisième place. En 1999, Bilić joue son dernier match en équipe nationale.

### En tant qu'entraîneur
Lorsque l'entraîneur du club d'Hajduk Split est remercié durant la saison 2001-2002, Bilić accepte d'occuper le poste vacant durant quelques mois. Il étudie durant deux ans afin de passer son diplôme d'entraîneur, et se déplace notamment à Londres et Turin pour observer les méthodes d'Arsène Wenger et Marcello Lippi,.
En 2004, il est nommé entraîneur de l'équipe de Croatie espoirs. Battue lors d'un match de barrage, celle-ci ne peut prendre part à la phase finale du championnat d'Europe 2006. Cette expérience permet néanmoins à Slaven Bilić de repérer de jeunes talents, tels Eduardo da Silva et Luka Modrić,. En 2006, Bilić succède à Zlatko Kranjčar à la tête de l'équipe nationale et met en place un nouveau staff technique comprenant d'anciens internationaux, notamment Aljoša Asanović et Robert Prosinečki.
La Croatie termine en tête du groupe E lors des éliminatoires de l'Euro 2008, infligeant notamment deux défaites à l'équipe d'Angleterre. En avril 2008, la fédération croate renouvelle le contrat du sélectionneur, qui décline les offres de plusieurs clubs européens Lors de l'Euro, les Croates passent le 1er tour après avoir battu l'équipe d'Allemagne.
Alors que la Croatie avait produit un jeu défensif, lors des Coupes du monde de 2002 et 2006 et à l'Euro 2004, Bilic renoue avec le football offensif et technique pratiqué par son pays du temps où il était international, à la fin des années 1990. Ses talents de technicien, et notamment son utilisation d'un trio de meneurs de jeu avec Niko Kranjčar, Luka Modrić et Ivan Rakitić, lui valent les louanges des observateurs. En quarts de finale, cependant, les Croates font match nul avec la Turquie et sont cruellement éliminés à la suite de la séance de tirs au but. Bilic demeurera en poste malgré son incapacité à qualifier sa sélection pour la Coupe du monde 2010.
Le 10 mai 2012, il annonce qu'il quitte ses fonctions de sélectionneur après l'Euro 2012. Quatre jours plus tard, il signe en faveur du Lokomotiv Moscou. La durée du contrat est de trois ans et il entre en vigueur le 1er juillet suivant.
Avec lui, le club termine neuvième du championnat russe, soit le pire classement du club depuis 1991. Il est démis de ses fonctions à l'issue de la saison.
Le 25 juin 2013, Slaven Bilic rejoint le Beşiktaş JK mais il quitte ce club deux ans plus tard à cause de son échec dans la conquête du titre de championnat de Turquie.
Le 9 juin 2015, il rejoint pour un contrat de trois saisons le club anglais de West Ham en remplacement de Sam Allardyce. Le 6 novembre 2017, il est limogé par West Ham,.
Il est nommé entraîneur de West Bromwich Albion le 13 juin 2019.

## Vie privée
Le père de Slaven Bilić était doyen de la faculté de droit de Split, sa mère enseignante. Durant son enfance, il pratique la natation avant de s'intéresser au football.
Bilić parle plusieurs langues étrangères, et est titulaire d'une maîtrise de droit. Amateur de rock, il apprécie notamment le groupe Guns N' Roses. Il joue lui-même de la guitare au sein du groupe Rawbau, qui a produit un album du même nom en 2004 et dont un single sorti en 2008 Vatreno Ludilo (« Folie enflammée ») a servi d'hymne non officiel à l'équipe croate durant l'Euro 2008.
En 2008, il est nommé « ambassadeur de bonne volonté » par la branche croate de l'Unicef.

## Palmarès
- avec le Karlsruher SC :
  - Demi-finaliste de la Coupe UEFA 1993-1994.
- avec l'équipe de Croatie :
  - Troisième de la Coupe du monde 1998.